# 检流计

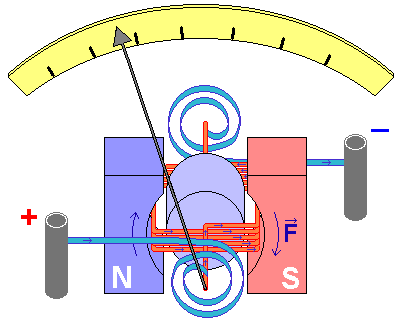
电流计基本结构示意图

检流计，又稱電流計，被用于测量微弱电流。其工作原理為利用電流的磁效應，當電流通過其導線時，會產生磁場，與永久磁鐵互斥而帶動指針旋轉，与磁电式电流表基本相同。
检流计在移動運送或不使用时，须将两端短路，以增加指針晃動的阻尼，减少对检流计的伤害。
現今廣泛使用的檢流計是達松發（D'Arsonval）／威士頓（Weston）型式的動圈表頭。

## 历史
1820年，汉斯·奥斯特发现，当电流流过导线时，导线旁的磁针会发生转动。该现象可用于电流的测量。安德烈-馬里·安培在研究电磁现象时使用金属针制作出可以测量电流大小的检流计。